# 세키 미쓰히로
세키 미쓰히로(일본어: 関 光博, 1982년 5월 8일 ~ )는 일본의 축구 선수이다.

## 구단 경력
그는 2008년부터 2018년까지 J리그의 로아소 구마모토, 기라반츠 기타큐슈, 도쿄 베르디, 가고시마 유나이티드 FC, 후지에다 MYFC에서 활동하였다.